# Lukas Klünter
Lukas Klünter (Euskirchen, 26 de maio de 1996) é um futebolista profissional alemão que atua como meia.

## Carreira
Lukas Klünter começou a carreira no 1. FC Köln.
Após o rebaixamento do 1. FC Köln na temporada 2017-18, foi anunciado que Lukas iria para o Hertha BSC no verão. Lukas jogou no time principal e no time reserva na temporada 2018-19.
Em 5 de agosto de 2022, Lukas foi contratado pelo Arminia Bielefeld.
Em fevereiro de 2024, Lukas foi contratado pelo Waldhof Mannheim

## Títulos
Alemanha
- Campeonato Europeu Sub-21: 2017

### Prêmios individuais
- Equipe do torneio do Campeonato Europeu Sub-19 de 2015[4]